# Мир-Јам
Милица Јаковљевић (Јагодина, 22. април 1887 — Београд, 22. децембар 1952), позната под псеудонимом Мир-Јам, била је српска новинарка и књижевница.
Новинарску каријеру је започела у београдским „Новостима”, а наставила у „Недељним илустрацијама”. Под псеудонимом Мир Јам објавила је више љубавних прича и романа. Једна је од само три жене, међу сто најзначајнијих српских новинара, уврштене у монографији о два века српског новинарства (1791–1991).

## Биографија
Милица Јаковљевић рођена је у Јагодини, у великој породици Јакова Јаше Јаковљевића, државног чиновника. Јаков Јаковљевић био је удовац са осморо деце. Како је деци била потребна мајка или замена за мајку, рођаци и пријатељи су му саветовали да се ожени извесном Симком, удовицом без деце. У то време, када у браку није било деце, сматрало се да је женина кривица, па ако Симка није имала деце до сада, неће их имати ни у убудуће. Али већ после прве године брака Симка Јаковљевић родила је кћи Милицу. Како су се државни чиновници често, због потребе службе, селили из места у место, Симка је три године касније, 1890. у Књажевцу родила сина Стевана, а у Крагујевцу најмлађу ћерку Зору. Стеван Јаковљевић, брат Милице Јаковљевић, такође је постао познати српски писац, аутор првог српског бестселера „Српска трилогија”.
Детињство и младост провела је у Крагујевцу. Завршила је Вишу женску школу у Београду, где се школовала за учитељицу. Од 1906. до 1919. године радила као сеоска учитељица. Прву службу добила је у селу Криви Вир, испод Ртња.
Према сећањима глумице Невенке Урбанове, Милица Јаковљевић је била „лепа, раскошна плавуша која је на плажи читала Раблеа у оригиналу”. Говорила је руски и француски језик.
Иако је у својим делима писала углавном о љубави и браку, сама се никада није удавала.

## Новинарска каријера
После Првог светског рата, преселила се у Београд и започела новинарску каријеру у дневним новинама „Новости”, затим писала у „Недељним илустрацијама”, а по ослобођењу била кратко и новинар вечерњег листа „Глас”. Према сопственим речима (у писму упућеном Удружењу новинара Србије) Милица Јаковљевић започела је новинарску каријеру 1. јуна 1921. и радила непрекидно до 6. априла 1941. године. Првих 5 година провела је у „Новостима” а наредних 15 у „Недељним илустрацијама”.
Под окупацијом, коју је провела на ивици сиромаштва и беде, Милица Јаковљевић је 1941. године одбила позив да сарађује у окупационим дневним листовима „Ново време” и „Обнова”, под изговором да је уморна и стара, како не би окаљала свој и образ брата Стевана, мајора краљевске војске у заробљеништву.
Међутим, 1945. године, упркос изнурености и годинама, покушала је да настави новинарску каријеру у „Гласу” који је после илегалног ратног периода (од 1942), наставио излажење у ослобођеном Београду 7. новембра 1944. године. Уочи Априлског рата Краљевине Југославије 1941. године, Удружење новинара Србије имало је 264 члана, међу којима је било свега 12 жена. Други светски рат је преполовио чланство. Ништа боље нису прошле ни његове чланице — три нису дочекале ослобођење, једна је осуђена на робију због сарадње са окупатором, три су престале да се баве новинарством, а само их је пет обновило чланство 1945. године, међу њима и Милица Јаковљевић.
Према тадашњим правилима Удружења, новинар који шест месеци буде незапослен губи статус новинара. Милица Јаковљевић није успела да се одржи у „Гласу”. Од пет новинарки она је била најстарија и није могла да издржи превелики новинарски напор, који у тадашњим условима („нема одмора док траје обнова") није имао ограничене ни норму ни време. Удружење је 1945. године избрисало из чланства 22 новинара. Међу њима је избрисана и Мир-Јам. По окрутном слову правила, брисана је из чланства Удружења 14. децембра 1945. године. Мир-Јам, искусни новинар и публициста, 1945. узалудно је покушавала да се запосли. На седници Савеза књижевника Југославије Оскар Давичо потписао јој је професионалну осуду: „Неки другови не пишу борбено, онако како наша стварност захтева. Они не пишу комунистички, пишу буржујски сентиментално и сладуњаво, као Мир Јам”. Молба за запослење Мир Јам одмах је одбијена с образложењем да је имала прекид у раду десет месеци, због чега је изгубила статус новинара. Прећутано је да је „прекид” наступио јер је Милица одбила да ради у окупационој штампи.
Упркос изразима лојалности и свом ангажовању у новој власти, Стеван Јаковљевић није могао да спасе своју сестру Милицу. Успео је само да јој обезбеди малу пензију. После рата, до краја живота, живела је врло бедно. Нова власт одбацила ју је без званичног објашњења.
У монографији о два века српског новинарства (1791-1991), међу сто најзначајнијих новинара уврштене су само три жене - Мага Магазиновић, Деса Глишић и Милица Јаковљевић - Мир Јам.

## Књижевни рад
Широј јавности, Милица Јаковљевић остала је позната по својој питкој прози која је обележила домаћу књижевност између два светска рата. Под псеудонимом Мир-Јам објавила је више љубавних прича и романа. Лаки, љубавни садржаји, као и једноставан, често сладуњав и изнад свега сликовит стил, обезбедили су њеним романима сталну популарност, мада ју је књижевна критика отписивала („књижевни плићаци... без имало духа”). Стварну вредност њених романа представља детаљно и аутентично дочаравање живота и вредности грађанске класе у међуратној Југославији, које јој је донело надимак „Џејн Остин српске књижевности”.
Године 1937. премијерно је изведена њена позоришна комедија „Еманципована породица”, а 1939. се одважила да напише и драму „Тамо далеко”, која је, са Жанком Стокић у главној улози, тријумфално изведена.
Била је најпопуларнија и најчитанија списатељица у Краљевини Југославији али је после ослобођења одбачена, без званичног објашњења. Није била једина, али многи су се прилагодили новом поретку и „стварању новог човека”. Она није, иако је имала времена да то уради.
„Рехабилитована” је тек 1972. постављањем представе „Рањени орао” по њеном роману на сцену Атељеа 212. Те године, родбину, која је мислила да има ауторска права, изненадио је тада бивши београдски књижар Иван Веселиновић, који се појавио с уговором из 1946. којим му Милица Јаковљевић преноси сва ауторска права. На позадини документа Мир-Јам се захваљивала „анђелу чувару” Веселиновићу јер јој је „дао новац да купи нешто угља” да се не смрзне. У расправу о ауторским правима се умешала општина Стари град, подсећајући да је својевремено, Законом о национализацији, Веселиновићу одузето предузеће, укључујући и све уговоре. Тако се општина декларисала као наследник Мир-Јам и њених ауторских права, од којих је родбина добијала загарантовани део.

### Дела

#### Романи
- Рањени орао
- То је било једне ноћи на Јадрану
- Непобедиво срце
- Отмица мушкарца
- Грех њене маме
- У словеначким горама
- Самац у браку
- Мала супруга
- Изданци Шумадије, аутобиографски роман

#### Збирке приповедака
- Дама у плавом
- Девојка са зеленим очима
- Часна реч мушкарца
- Све оне воле љубав

#### Позоришни комади
- Еманципована породица (1937)[10]
- Тамо далеко (1939)

### Екранизације романа
- Рањени орао (ТВ драма, 1977)
- Брод плови за Шангај (ТВ филм према роману „Самац у браку”, 1991)
- Рањени орао (ТВ серија, 2008−09)
- Рањени орао (филм, 2009)
- Грех њене мајке (ТВ серија, 2009-10)
- Непобедиво срце (ТВ серија, 2011-12)
- Кад љубав закасни (филм према роману „Самац у браку”, 2014)
- Самац у браку (ТВ серија, 2014)
- Једне летње ноћи (ТВ серија, 2015)
- Мала супруга  (ТВ серија, 2022)

## Феминистичко ангажовање
Мир-Jам се залагала и за женска права. У време када је већина дама још била необразована и потлачена, она се борила за родну равноправност, бавећи се суштинским проблемима женског пола. Издвојила се текстом „Треба ли подићи жени споменик”, залажући се да се дамама призна свако умеће.

## Смрт
Јавности није познато како је Мир-Јам провела последње године живота. Почетком зиме 1952. године добила је запаљење плућа које је за њу имало кобан исход. Умрла је 22. децембра, окаљаног имена и дела. Вест о њеној смрти нису објавиле ни једне тадашње новине. За разлику од Џејн Остин, са којом су је својевремено поредили, а чија је кућа претворена у музеј посвећен овој списатељици, кућа у Молеровој улици у Београду, у којој је Милица Јаковљевић живела, умрла, али и написала сва своја дела, срушена је. Нигде нема њене спомен плоче, њене бисте, нити улице са њеним именом.